# Amparafaravola
Amparafaravola ist eine madagassische Stadt im gleichnamigen Distrikt im Westen der Region Alaotra-Mangoro. Die Bevölkerung lag nach einer Schätzung im Jahre 2001 bei ca. 47.000 Einwohnern. Anderen Quellenangaben zufolge beträgt die Bevölkerungszahl 60.491 nach Hochrechnungen für das Jahr 2012.